# William Beveridge (évêque)
Pour les articles homonymes, voir William Beveridge et Beveridge.
William Beveridge (1637 près de Barrow, comté de Leicestershire, Angleterre – 5 mars 1708 à Londres) est un chronologiste et évêque anglais.

## Biographie
William Beveridge naît au début de 1637 à Barrow près de Leicester dans le comté de Leicestershire en Angleterre, où il est baptisé le 21 février 1637. il complète une formation au St John's College de Cambridge. Il est nommé pasteur d'Ealing de 1661 à 1672, puis à l'église St. Peter dans la Cité de Londres de 1672 à 1704, année où il est nommé évêque. Il a occupé d'autres fonctions dans l'église anglicane. Il meurt le 5 mars 1708 à Londres.
De son vivant, Beveridge a refusé de poser pour son portrait ; après son décès, Benjamin Ferrers, un parent, dessine son portrait, qui fait maintenant partie d'une collection à Oxford de la bibliothèque bodléienne.

## Œuvres
De son vivant, Beveridge est appelé « le grand réanimateur et restaurateur de la piété primitive » à cause de ses sermons et d'autres écrits qui se concentrent sur l'Église primitive. Plusieurs de ses ouvrages sont inclus dans Library of Anglo-Catholic Theology (en) en 12 volumes (Oxford, 1842–1848). Il s'agit de six volumes de sermons, ainsi que :
- The Doctrine of the Church of England Consonant to Scripture, Reason, and the Fathers: A Complete System of Divinity (2 vols.);
- Codex canonum ecclesiæ primitivæ vindicatus ac illustratus, with the appendices, I. Prolegomena in  Συνοδικὸν, sive pandectas canonum; and II. Præfatio ad annotationes in canones apostolicos (2 vols.);
- Private Thoughts on Religion, and Church Catechism Explained.

Son Institutionum chronotogicarum libri duo, una cum totidem arithmetices chronologicæ libellis (Londres, 1669) est une chronologie qui a été admirée.

### Citations originales
1. ↑  (en) « the great reviver and restorer of primitive piety »